# Стоян Джуджев
Стоян Стоев Джуджев (6 декември 1902 — 17 март 1997) е български музиковед и фолклорист.

## Биография
Роден е на 6 декември 1902 г. в Пазарджик. Първоначалното си образование получава в Панагюрище. През 1924 г. завършва Държавната музикална академия в София при Добри Христов, Стоян Брашованов и Димитър Радев. След това специализира в Париж. През 1931 г. защитава докторска дисертация в Сорбоната на тема „Ритъм и такт в българската народна музика“. Същевременно работи като диригент. Получава предложение от Рабиндранат Тагор за преподавател в Индия, но се завръща в България. От 1931 г. е лектор по етнография, акустика и народна музика в Държавната музикална академия, от 1937 г. е доцент, а през 1941 е избран за професор по музикална етнография и българска народна музика. В периода 1954-1974 г. е ръководител на катедрата по История на музиката и етномузикология в Българската държавна консерватория. Работи върху теорията на българската народна музика и доразвива теоретичните постановки на Добри Христов и Васил Стоин. Негови по-известни ученици са Иван Качулев, Елена Стоин, Николай Кауфман, Тодор Джиджев, Михаил Букурещлиев.
Стоян Джуджев е член на Световната академия по есперанто, като е признат за един от 45-е най-добри познавачи на езика. Последовател е на идеите на Петър Дънов. Умира на 17 март 1997 г.

## Награди
- През 1978 г. е удостоен с Хердерова награда
- Наградата на Българска академия на науките
- Почетен доктор на Националната музикална академия

## Творчество
- „Българска народна хореография“ (1945)
- „Теория на българската народна музика“ т. I-IV (1954-1961)
- „Музикографски есета и студии“ (1977)[1]